# エクマン数
エクマン数（えくまんすう、英: Ekman number）とは、地球流体力学など回転系の流体力学における粘性の大きさを示す無次元量である。この名は、フリチョフ・ナンセンの北極探検航海の際観察した、氷山が風の方向に流れないことを物理的に解いたスウェーデンの海洋学者で、V・ヴァルフリート・エクマンにちなんだもの。エクマン数はコリオリの力と粘性項の比で現される。地球流体力学における運動方程式で、粘性項を
{\displaystyle \nu \nabla ^{2}\mathbf {u} }
とパラメータ化すると、エクマン数は以下で与えられる。
{\displaystyle E_{k}={\frac {\nu }{fH^{2}}}}
ここで、{\displaystyle H}は場を特徴付ける代表的高さ、{\displaystyle f}はコリオリパラメータである。